# Гвоздени крст (облик)
Гвоздени крст је типични црни крст са проширеним крајевима, на белој подлози. Први пут је направљен 1219, када су Тевтонци ушли у Јерусалимско царство, а настао је комбиновањем тевтонског црног и јерусалимског крста.
Касније се користи као војни амблем у Пруској армији. Током Првог светског рата користио се као симбол у авијацији Немачког царства и Аустроугарске.
За време Другог светског рата гвоздени крст се користио као орден Трећег рајха
Данас се користи као амблем Луфтвафеа Немачке.
- Немачка шапка из Првог светског рата
- Гвоздени крст на авиону Фокер Dr.I